# Anja Klinar
Anja Klinar, född 3 april 1988, är en slovensk simmare. 
Vozel tävlade i tre grenar för Slovenien vid olympiska sommarspelen 2004 i Aten. Hon blev utslagen i försöksheatet på 200 meter fjärilsim och 400 meter medley samt var en del av Sloveniens lag som blev utslagna i försöksheatet på 4x200 meter frisim. Vid olympiska sommarspelen 2008 i Peking tävlade Klinar i två grenar. Hon blev utslagen i försöksheatet på både 200 och 400 meter medley.
Vid olympiska sommarspelen 2012 i London tävlade Klinar i tre grenar. Hon tog sig till semifinal på 200 meter fjärilsim och blev utslagen i försöksheatet på 400 meter medley. Klinar var även en del av Sloveniens lag som blev utslagna i försöksheatet på 4x200 meter frisim. Vid olympiska sommarspelen 2016 i Rio de Janeiro tävlade hon i tre grenar. Klinar tog sig till semifinal på 200 meter fjärilsim och blev utslagen i försöksheatet på 400 meter frisim. Hon var även en del av Sloveniens lag som blev utslagna i försöksheatet på 4x200 meter frisim.